# Astronesthes tatyanae
Astronesthes tatyanae är en fiskart som beskrevs av Nikolai V. Parin och Borodulina, 1998. Astronesthes tatyanae ingår i släktet Astronesthes och familjen Stomiidae. Inga underarter finns listade.